# 74e cérémonie des Rubans d'argent
La 74e cérémonie des Rubans d'argent, organisée par le syndicat national des journalistes cinématographiques italiens, s'est déroulée au théâtre de Taormine (Sicile) le 29 juin 2019 et a récompensé les films italiens sortis en 2018 et 2019.
Les nommés sont annoncés le 30 mai 2019 : le film Le Traître (Il traditore) de Marco Bellocchio est nommé dans onze catégories.
Le film Le Traître (Il traditore) de Marco Bellocchio remporte sept récompenses dont celles du meilleur film, du meilleur réalisateur, du meilleur scénario adapté et celle du meilleur acteur.

## Palmarès

### Meilleur film
- Le Traître (Il traditore) de Marco Bellocchio
- Euforia de Valeria Golino
- Il primo re de Matteo Rovere
- Piranhas (La paranza dei bambini) de Claudio Giovannesi
- Suspiria de Luca Guadagnino

### Meilleur réalisateur
- Marco Bellocchio pour Le Traître (Il traditore)
- Edoardo De Angelis pour Il vizio della speranza
- Claudio Giovannesi pour Piranhas (La paranza dei bambini)
- Valeria Golino pour Euforia
- Luca Guadagnino pour Suspiria
- Mario Martone pour Capri-Revolution
- Matteo Rovere pour Il primo re

### Meilleur nouveau réalisateur
- Valerio Mastandrea pour Ride et Leonardo D'Agostini pour Le Défi du champion (Il campione)
- Ciro D'Emilio pour Un giorno all'improvviso
- Margherita Ferri pour Zen sul ghiaccio sottile
- Michela Occhipinti pour Il corpo della sposa

### Meilleure comédie
- Bangla de Phaim Bhuiyan
- Bentornato Presidente de Giancarlo Fontana et Giuseppe G. Stasi
- Croce e delizia de Simone Godano
- Dolceroma de Fabio Resinaro
- Troppa grazia de Gianni Zanasi

### Meilleur producteur
- Groenlandia en collaboration avec Rai Cinema et 3 Marys Entertainment pour Il primo re et Le Défi du champion (Il campione)
- Bibi Film en collaboration avec Rai Cinema pour Ricordi?, Una storia senza nome et Lo spietato
- IBC Movie, Kavac Film en collaboration avec Rai Cinema pour Le Traître (Il traditore)
- Indigo Film en collaboration avec Rai Cinema pour Capri-Revolution et Euforia
- Palomar en collaboration avec Sky Cinema, Vision Distribution et TIMvision pour Piranhas (La paranza dei bambini)

### Meilleur scénario original
- Paola Randi pour Tito e gli alieni
- Carla Cavalluzzi, Diego De Silva, Angelo Pasquini et Sergio Rubini pour Il grande spirito
- Stefano Massini pour La prima pietra
- Andrea Bassi, Nicola Guaglianone, Menotti pour Non ci resta che il crimine
- Bonifacio Angius pour Ovunque proteggimi

### Meilleur scénario adapté
- Marco Bellocchio, Ludovica Rampoldi, Valia Santella, Francesco Piccolo et Francesco La Licata pour Le Traître (Il traditore)
- Francesca Marciano, Valia Santella, Valeria Golino et Walter Siti pour Euforia
- Edoardo De Angelis et Umberto Contarello pour Il vizio della speranza
- Claudio Giovannesi, Roberto Saviano et Maurizio Braucci pour Piranhas (La paranza dei bambini)
- Roberto Andò, Angelo Pasquini et Giacomo Bendotti pour Una storia senza nome

### Meilleur acteur
- Pierfrancesco Favino pour son rôle dans Le Traître (Il traditore)
- Alessandro Borghi pour son rôle dans Il primo re
- Andrea Carpenzano pour son rôle dans Le Défi du champion (Il campione)
- Marco Giallini et Valerio Mastandrea pour leurs rôles dans Domani è un altro giorno
- Riccardo Scamarcio pour ses rôles dans Euforia, Il testimone invisibile, Lo spietato

### Meilleure actrice au cinéma
- Anna Foglietta pour son rôle dans Un giorno all'improvviso
- Marianna Fontana pour son rôle dans Capri-Revolution
- Micaela Ramazzotti pour son rôle dans Una storia senza nome
- Thony pour son rôle dans Momenti di trascurabile felicità
- Pina Turco pour son rôle dans Il vizio della speranza

### Meilleur acteur dans un second rôle
- Luigi Lo Cascio et Fabrizio Ferracane pour leurs rôles dans Le Traître (Il traditore)
- Stefano Accorsi pour son rôle dans Le Défi du champion (Il campione)
- Alessio Lapice pour son rôle dans Il primo re
- Edoardo Pesce pour son rôle dans Non sono un assassino
- Benito Urgu pour son rôle dans L'uomo che comprò la Luna

### Meilleure actrice dans un second rôle
- Marina Confalone pour son rôle dans Il vizio della speranza
- Isabella Ferrari pour son rôle dans Euforia
- Anna Ferzetti pour son rôle dans Domani è un altro giorno
- Valeria Golino pour son rôle dans Les Estivants (I villeggianti)
- Maria Paiato pour son rôle dans Il testimone invisibile

### Meilleur acteur dans une comédie
- Stefano Fresi pour ses rôles dans C'è tempo, L'uomo che comprò la Luna et Ma cosa ci dice il cervello
- Paolo Calabresi et Guglielmo Poggi pour leurs rôles dans Bentornato Presidente
- Corrado Guzzanti pour son rôle dans La prima pietra
- Fabio De Luigi pour ses rôles dans 10 giorni senza mamma et Ti presento Sofia
- Alessandro Gassmann et Fabrizio Bentivoglio pour leurs rôles dans Croce e delizia

### Meilleure actrice dans une comédie
- Paola Cortellesi pour son rôle dans Ma cosa ci dice il cervello
- Margherita Buy pour son rôle dans Moschettieri del re - La penultima missione
- Lucia Mascino pour ses rôles dans Favola et La prima pietra
- Paola Minaccioni et Carla Signoris pour leurs rôles dans Ma cosa ci dice il cervello
- Alba Rohrwacher pour son rôle dans Troppa grazia

### Meilleure photographie
- Daniele Ciprì pour Il primo re et Piranhas (La paranza dei bambini)
- Daria D'Antonio pour Ricordi?
- Michele D'Attanasio pour Capri-Revolution
- Alberto Fasulo pour Menocchio
- Vladan Radovic pour Le Traître (Il traditore)

### Meilleure scénographie
- Carmine Guarino pour Il vizio della speranza
- Giancarlo Muselli pour Capri-Revolution
- Dimitri Capuani pour Favola
- Daniele Frabetti pour Piranhas (La paranza dei bambini)
- Tonino Zera pour Moschettieri del re - La penultima missione

### Meilleurs costumes
- Giulia Piersanti pour Suspiria
- Alessandro Lai pour Moschettieri del re - La penultima missione
- Alberto Moretti pour Non ci resta che il crimine
- Ursula Patzak pour Capri-Revolution
- Daria Calvelli pour Le Traître (Il traditore)

### Meilleur montage
- Francesca Calvelli pour Le Traître (Il traditore)
- Giogiò Franchini pour Euforia
- Giuseppe Trepiccione pour Piranhas (La paranza dei bambini)
- Walter Fasano pour Suspiria
- Desideria Rayner pour Ricordi?

### Meilleur son
- Angelo Bonanni pour Il primo re
- Alessandro Zanon pour Capri-Revolution
- Gaetano Carito et Adriano Di Lorenzo pour Le Traître (Il traditore)
- Emanuele Cicconi pour Piranhas (La paranza dei bambini)
- Vincenzo Urselli pour Il vizio della speranza

### Meilleure musique
- Nicola Piovani pour Le Traître (Il traditore)
- Checco Zalone pour Moschettieri del re - La penultima missione
- Danilo Rea pour C'è tempo
- Enzo Avitabile pour Il vizio della speranza
- Andrea Farri pour Il primo re

### Meilleure chanson originale
- A' speranza - Il vizio della speranza, écrite et interprété par Enzo Avitabile
- La vitaaa - Achille Tarallo, écrite et interprété par Tony Tammaro
- L'anarchico - Il banchiere anarchico, de Giulio Base et Sergio Cammariere, interprété par Sergio Cammariere
- Nascosta in piena vista - Troppa grazia, écrite et interprété par I Cani
- Tic tac - Saremo giovani e bellissimi, de Matteo Buzzanca et Lorenzo Vizzini, interprété par Barbora Bobulova

### Prix Nino Manfredi
- Stefano Fresi